# 플로 헤나로
플로 헤나로(Flo Gennaro, 1991년 1월 9일 ~ )는 아르헨티나의 모델이다.